# Jean-Pierre Bade
Jean-Pierre Bade (ur. 18 marca 1960 w Saint-Louis) – reunioński piłkarz, grający na pozycji obrońcy, trener piłkarski.

## Kariera piłkarska

### Kariera klubowa
Wychowanek klubów SS Saint-Louisienne i Red Star 93. Od 1978 do 1992 występował we francuskich klubach RC Lens, Olympique Marsylia, FC Nantes, RC Strasbourg, Racing Paris i Girondins Bordeaux. W latach 1992–1995 bronił barw reuniońskiego JS Saint-Pierroise, a potem do 2000 roku SS Saint-Louisienne.

## Kariera trenerska
Po zakończeniu kariery piłkarza rozpoczął pracę szkoleniową. Trenował kilka reuniońskich klubów, w tym SS Saint-Louisienne, JS Saint-Pierroise i US Stade Tamponnaise. Od 2009 pracuje również na stanowisku głównego trenera narodowej reprezentacji Reunionu.

## Sukcesy i odznaczenia

### Sukcesy klubowe
- wicemistrz Francji: 1987 (z Olympique Marsylia)
- finalista Pucharu Francji: 1986, 1987 (z Olympique Marsylia), 1990 (z Racing Paris)
- mistrz Francuskiej Ligue 2: 1992 (z Girondins Bordeaux)
- mistrz Reunionu: 1993, 1994 (z JS Saint-Pierroise), 1997, 1998 (z SS Saint-Louisienne)
- zdobywca Pucharu Reunionu: 1992, 1994 (z JS Saint-Pierroise), 1995, 1996, 1998, 1999 (z SS Saint-Louisienne)

### Sukcesy trenerskie
- mistrz Reunionu: 2001, 2002, 2012 (z SS Saint-Louisienne), 2005, 2006, 2007 (z US Stade Tamponnaise)
- zdobywca Pucharu Reunionu: 2002 (z SS Saint-Louisienne), 2008 (z US Stade Tamponnaise)